# Mayor Von Frinzius

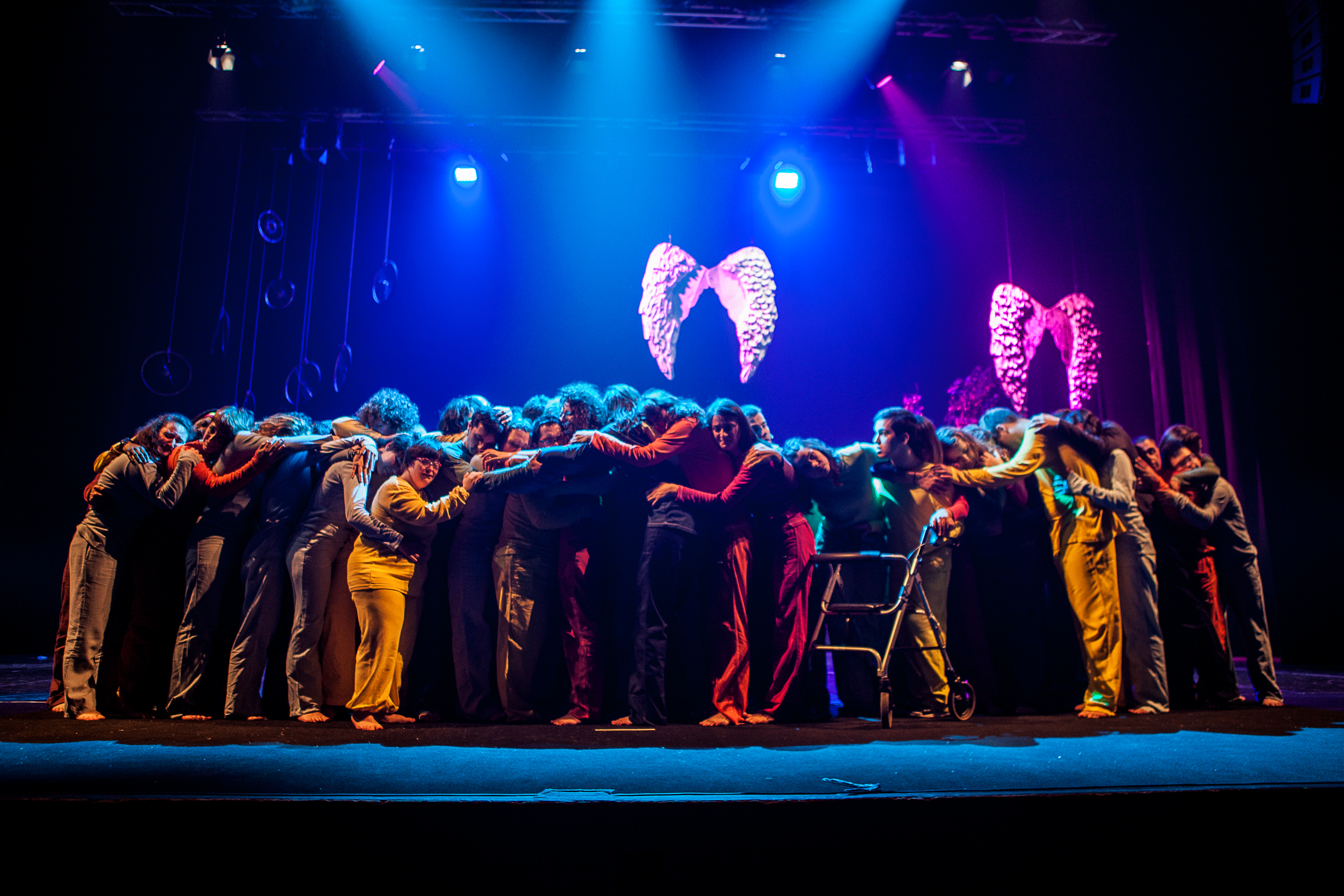
Cima Coppi in scena a Livorno nel 2013.

Mayor Von Frinzius è una compagnia teatrale livornese nata nel 1997. I suoi spettacoli sono co-prodotti dalla Fondazione Teatro Carlo Goldoni di Livorno.
È diretta da Lamberto Giannini, Rachele Casali, Silvia Angiolini e Allegra Sartori.
Attualmente è composta da circa 70 attori, metà dei quali disabili.

## Storia

### Dagli anni 1990 al 2006
I Mayor Von Frinzius nascono come laboratorio interno dell’associazione Anffas nel 1997. L’idea viene sviluppata dallo psicologo e psicoterapeuta Pier Giorgio Curti, che propone a Giannini di condurre un laboratorio teatrale tra le attività proposte dall'associazione. Inizialmente sia le lezioni, sia gli spettacoli, sono diretti da Giannini in un doppio ruolo di attore e regista.
A partire dal 2002, grazie a finanziamenti del Comune di Livorno, ai laboratori teatrali interni all'Anffas si affiancano lezioni e laboratori esterni, aperti a disabili appartenenti ad altre associazioni della zona di Livorno.
Nel 2006 si avviano tre importanti collaborazioni con enti locali e artisti che cambiano notevolmente la storia della compagnia: AAMPS (Azienda ambientale Pubblici Servizi della città di Livorno), Bobo Rondelli e soprattutto il Teatro Carlo Goldoni di Livorno (con cui la compagnia tutt’oggi collabora).
Nel 2014 la compagnia avvia una collaborazione con l’associazione Haccompagnami di Rosignano, per poi affiancarsi all’associazione O.A.M.I. nel 2019. 

### Dal 2006 a oggi
La compagnia teatrale ha partecipato a diversi concorsi teatrali come “Tutti pazzi x il Teatro”, il Premio Beppe Occhetto, il Festival Il Giullare, “Lì sei vero”. 
Nel 2016 si è avviata una collaborazione artistica con l’attore e comico livornese Paolo Ruffini: ne sono nati due spettacoli, “Un grande abbraccio” e “Up & Down” che hanno girato e girano l’Italia intera in tour che toccano importanti teatri nazionali. Si è anche avviata una collaborazione internazionale, con il Teatro Arka di Wroklaw. Nel 2025, è stato introdotto il nuovo spettacolo "Din Don Down", con un feedback estremamente positivo, tale da risultare in un sold out di tutte le date, oltre a standing ovation senza fine.
Sono stati pubblicati due libri Chi è Mayor Von Frinizius? Una storia (2013) e Vent’anni di Mayor Von Frinzius (2017) che parlano sia della storia del gruppo teatrale, sia della metodologia utilizzata per condurre i laboratori teatrali.
Dal punto di vista economico, oltre agli sponsor che sostengono le attività del gruppo, Giorgio Chiellini (dal 2010) e la Banca di Credito Cooperativo di Castagneto Carducci (dal 2017), sono i principali sponsor della compagnia teatrale.

## Spettacoli teatrali

### 2006
La collaborazione con l’AAMPS (Azienda ambientale Pubblici Servizi della città di Livorno), che finanzia l’iniziativa “Rifiuti urbani, rifiuti umani”. Da questa collaborazione prende vita lo spettacolo Crudo crudele, replicato in numerose manifestazioni cittadine e festival regionali.

### 2006 - 2009
Durante l’estate del 2006 si avvia la collaborazione della compagnia con il Teatro Carlo Goldoni di Livorno. L’allora direttore del teatro, Marco Bertini, crede molto nel, e inserisce le attività laboratoriali e di produzione dei Mayor Von Frinzius all’interno del “Progetto Pasolini”. Grazie alla co-produzione del principale teatro della città di Livorno, nei tre anni successivi vengono messi in scena, sul palco del Teatro Goldoni, tre spettacoli profondamente legati alla città madre della compagnia che trattano con toni provocatori e ironici temi quali la diversità e il passare del tempo. Seguono gli spettacoli Ma che colpa c'ha tu ma' (2007), Ma ti ‘eti (2008) e Di già? (2009).

### Thanatos - quando sono morto, sono morto (2010)
Nel maggio 2010 va in scena Thanatos – quando sono morto, sono morto, produzione che, in seguito della morte di un attore della compagnia, affronta il tema della fine delle piccole e delle grandi cose attraverso riferimenti alle storie personali degli attori della compagnia, ma anche a personaggi storici quali Pasolini, Garcia Lorca, Pablo Neruda, Marat.

### FR-AGILE (2011)
L'anno successivo debutta FR-AGILE, ancora una volta sul palco del Teatro Goldoni di Livorno. Lo spettacolo affronta il tema della follia, vista come un punto di vista differente con cui guardare e vivere il mondo. 

### Agàpe - ti manca chi c'è, t'innamori di chi manca (2012)
Nel 2012 debutta Agàpe – ti manca chi c'è, t'innamori di chi manca.  Il termine Agàpe deriva dal greco antico e significa amore, amore fraterno e incondizionato. Lo spettacolo parla del re dei sentimenti, che non distingue natura o sesso, difetto o normalità e che spazia dal desiderio di donarsi agli altri alla malinconia del ricordo di sensazioni lontane percepite come pure. Gli attori sul palco raccontano l'amore verso la vita, verso gli altri, verso il ricordo con intrecci di scene violentemente toccanti, ironiche e dolci, intervallate da coreografie energiche o surreali. Sul palco con i Mayor Von Frinzius anche il calciatore Igor Protti.

### Cima Coppi - quando non rimane più niente (2013)
Il 23 maggio 2013, sul palco del Teatro Goldoni, i Mayor Von Frinzius debuttano con Cima Coppi - quando non rimane più niente, uno spettacolo nato con l'intento di essere un inno alla libertà intesa come percorso, come viaggio da intraprendere, che sta nella possibilità di raggiungere la meta, non nella meta in sé. Gli ottanta attori hanno metaforicamente scalato la vetta più alta che il Giro d'Italia riserva ai suoi concorrenti in una dimensione onirica, surreale e di possibilità infinite. Anche Cima Coppi è stato co-prodotto dalla Fondazione Teatro Goldoni, e inserito all'interno del progetto "Il teatro degli Invisibili".

### Tutti Esauriti - quel qualcosa che non trovo (2014)
Il teatro Goldoni di Livorno fa da cornice per il debutto dello spettacolo Tutti Esauriti - quel qualcosa che non trovo. Il tema principale è quello dell’esaurimento delle risorse, dei valori e delle emozioni. Il titolo scelto diventa una occasione per evidenziare tutte le sfaccettature della fine di ciò che ci circonda, per esplorare le reazioni dell'animo umano davanti ai propri limiti biologici e temporali, per confrontarsi con un passato che (seppur ignorato o sottilmente dimenticato) ha già segnato il presente.

### Ossessione - il surplace di Maspes (2015)
A maggio debutta Ossessione - Ii surplace di Maspes al teatro Goldoni di Livorno. È uno spettacolo che porta lo spettatore a scoprire tutte quelle che sono le piccole e grandi ossessioni umane in una dimensione democratica: siamo tutti ugualmente disarmati di fronte alle nostre ossessioni. 

### Resistenti - vola pirata (2016)
Lo spettacolo Resistenti - vola Pirata al teatro Goldoni, registrando il tutto esaurito. Lo spettacolo, dedicato a Marco Pantani, affronta tema della resistenza, vista sotto tutte le possibili sfaccettature e celebra una delle imprese più memorabili del ciclista italiano: la scalata dell'Alpe d'Huez al Tour de France del 1997.

### Anacronistici - voi siete i miei occhi (2017)
Oltre a essere l'anno di festeggiamento del ventesimo anniversario di fondazione del gruppo teatrale, il 2017 è l'anno del debutto in due serate di Anacronistici - Voi Siete I Miei Occhi. 

### Incessante - se credessi in un Dio (2018)
Incessante - se credessi in un Dio debutta sul palco del teatro Goldoni nel maggio 2018 e vuole essere un tributo al modo di lavorare del gruppo teatrale stesso: instancabile, ritmato, che non prende fiato, incessante per l’appunto.

### A Mezzanotte - Parerga e Paralipomena (2019)
A mezzanotte - Parerga e Paralipomena va in scena al teatro Goldoni nel maggio del 2019. Dopo aver affrontato temi come l’amore, la morte, il tempo, i Mayor Von Frinzius svelano quella che è la loro filosofia di vita: vivere nell’imminenza, nella smania di realizzare qualcosa di nuovo, nella vita e nel teatro. 

### Gabbia di Mayor (2020 - 2021)
Nel pieno dell'epidemia Covid19, in risposta all'emergenza e in attesa di potersi esibire in teatro, i Mayor Von Frinzius propongono due dirette Facebook per il 27 e il 28 maggio.
Inoltre nell'aprile del 2021 è stato trasmesso in diretta su zoom un talk show con alcuni degli attori della compagnia.

### Siuski - fatto schizzi? (2020)
La produzione 2020 debutta in Terrazza Mascagni, a Livorno, il 24 luglio 2020, grazie al supporto e alla collaborazione tra compagnia, BCC di Castagneto Carducci, Comune di Livorno e The Cage Theatre. Lo spettacolo è dedicato alla città natale del gruppo teatrale e prende il nome dal tuffo labornico per eccellenza, la "siuski", che ha come scopo quello di fare più schizzi possibile.

### Augenblick - non ora (2021)
La prima dello spettacolo si è tenuta il 13 luglio 2021 a Livorno, presso la Fortezza vecchia, grazie al supporto e alla collaborazione tra la Compagnia, la BCC di Castagneto Carducci, il Teatro Goldoni di Livorno, il Comune di Livorno e il The Cage. Il titolo dello spettacolo in tedesco significa "batter d'occhio" e parla della filosofia del cambiamento e della reazione umana ad esso. Con lo stesso spettacolo la Compagnia ha vinto due premi al Festival Nazionale di Teatro e Disabilità "Lì sei vero" il 26 settembre a Monza, conquistando sia la giuria popolare che quella tecnica. Con questo spettacolo, in una versione plus con ospiti, la Compagnia ha festeggiato il suo venticinquesimo anno di attività al Teatro Goldoni di Livorno il 9 febbraio 2022.

### Sonnambuli - se c'è un rigore lo tiro io (2022)
Grazie alla collaborazione tra la Compagnia, la Fondazione Teatro Goldoni, O.A.M.I. e la Bcc di Castagneto Carducci e con il patrocinio del Comune di Livorno e della Regione Toscana, il nuovo spettacolo - che ha debuttato il 19 maggio scorso al Teatro Goldoni di Livorno - parla di sonnambulismo, di follia e della notte. Gli attori si sono mossi sul palco superando i confini tra realtà, sogni e incubi. Numerose sono state le repliche, in versione ridotta, a Livorno in Fortezza Nuova in occasione della Coppa Barontini il 24 giugno, a Venturina il 29 dello stesso mese, in occasione di Effetto Venezia e questo settembre a Pisa nella splendida cornice di Piazza dei Cavalieri. 

### Scaraventati - ho fatto la mia (2023)
La prima del 25 maggio 2023 e la replica del giorno successivo, hanno scaraventato la realtà in faccia a tutto il pubblico tra un pugno e una carezza. Gli attori poi, con lo stesso spettacolo, hanno partecipato al Festival Nazionale Lì Sei Vero di Monza e al Festival Il Giullare di Trani conquistando una menzione speciale e ben quattro argenti. Numerose sono state le repliche e si citano, in particolare, il 4 agosto in occasione di Effetto Venezia, il 5 settembre a Pisa nella splendida cornice di Piazza dei cavalieri e il 21 gennaio al Teatro Ordigno di Vada. 

### Tarabaralla - ci vuole coraggio a lasciarsi (2024)
Dopo il debutto del 30 maggio 2024 e la replica il 31 al Teatro Goldoni di Livorno, è iniziata l'estate dei Mayor tra spettacoli e lezioni aperte. Lo spettacolo Tarabaralla parla dell'abbandono, del coraggio che serve per affrontare la fine dell'amore che lacera l'anima, della mancanza, della rivincita. La Compagnia ha convinto pubblico e critica conquistando anche due premi al Festival Il Giullare Trani (Premio della critica "Vincenzo Casillo" e Premio Miglior Spettacolo). I prossimi appuntamenti sono previsti per fine mese con lezioni aperte e con la replica il 4 agosto in occasione di "Effetto Venezia".  

### Sfiorarsi - toccarsi è complicato (2025)
L'ultimo spettacolo della Compagnia diretta da Lamberto Giannini, Rachele Casali, Silvia Angiolini e Allegra Sartoni. 
“Toccarsi è   complicato, toccarsi implica mettere a nudo il proprio disagio, la propria repulsione, allora è importante sfiorarsi, perché nello sfiorarsi ognuno può mantenere se stesso e tentare l'incontro con l'altro."
Questo alla base dell’opera frutto del lavoro dei quattro registi, i quali hanno cercato di rappresentare il tema dello “sfiorarsi” in tutte le sue sfaccettature. Ci si sfiora nei rapporti amicali, genitoriali, amorosi e perfino politici. Lo spettacolo, dopo il debutto a maggio 2025 al Teatro Goldoni di Livorno, replicherà in più date estive.

## Concorsi teatrali
Nel 2011, oltre al successo avuto nella propria città, con FR-AGILE i Mayor Von Frinzius vincono il concorso Tutti Pazzi x il Teatro a Benevento, dopo essere stati selezionati a livello nazionale tra numerose compagnie teatrali composte da soggetti disabili e non.
Nel 2015 invece Ossessione - il surplace di Maspes, presentato in anteprima in occasione del IV Premio Nazionale Beppe Occhetto ad Alba, vince il premio come Miglior Spettacolo. Durante la stessa manifestazione, alcuni attori della compagnia vengono premiati con menzioni speciali.
L'anno successivo i Mayor Von Frinzius partecipano al Festival Il Giullare di Trani, una manifestazione che si svolge presso il Centro Jobel nel mese di luglio. Con Resistenti - vola Pirata la compagnia vince il premio Migliore compagnia teatrale.
Nel 2018 la compagnia partecipa alla seconda edizione del premio teatrale “Lì sei vero” organizzata dall’associazione Il Veliero di Monza. I Mayor portano in scena un’anteprima di Incessante - se Credessi in un Dio e si aggiudicano il premio per la Migliore Regia, a cui si vanno ad aggiungere il secondo posto come Miglior spettacolo e la menzione speciale per l’attore David Raspi. A luglio dello stesso anno, i Mayor tornano a calcare il palco del Centro Jobel di Trani, in occasione della X edizione del Festival Il Giullare. Doppio premio per il gruppo teatrale capitanato da Lamberto Giannini: Premio del Pubblico, con il 90,5% delle preferenze, e Miglior Spettacolo. 
Nel 2019 il gruppo teatrale partecipa nuovamente al concorso Lì sei vero a Monza, portando a casa per il secondo anno consecutivo il premio per la Miglior Regia "Per l’efficacia della proposta di una lettura graffiante e provocatoria della quotidianità". La compagnia tornerà al Festival di Monza nel 2021 dove si aggiudicherà il primo posto assoluto. 
Il 24 luglio 2022 la Compagnia si è aggiudicata il premio per la miglior regia al Festival Il Giullare di Trani, "Sonnambuli" si è classificato secondo miglior spettacolo e Giacomo Lagorio ha vinto il premio miglior attore.
Premio Miglior Attrice "Lì Sei Vero" edizione 2023: a Erika Bonura al Festival Nazionale “Lì Sei Vero” di Monza, edizione del maggio 2023
Menzione Speciale a "Lì Sei Vero" edizione 2023: al Festival Nazionale “Lì Sei Vero” di Monza, edizione del maggio 2023, menzione speciale per il miglior allestimento scenico
Festival "Il Giullare" di Trani - 15ª edizione, 2023: Quattro argenti: Secondo premio come migliore attore per Federico Parlanti; Secondo premio come miglior spettacolo per la giuria popolare; Secondo premio per la miglior regia; Secondo premio come miglior spettacolo per la giuria tecnica.
Premio Giovanni Soldini al miglior spettacolo Scaraventati: primo premio alla rassegna Fuori Misura del 27, 28 e 29 ottobre 2023; premio consegnato al Teatro Comunale di Treia.
Festival "Il Giullare" Trani - 16ª edizione, 2024: Premio della critica "Vincenzo Casillo" e Primo Premio Miglior Spettacolo

## Riconoscimenti
Nel 2011 al regista Giannini e collaboratori viene consegnato il diploma di Compagnia di rilevanza internazionale da parte del Teatro Arka di Wroklaw. 
Tra il 2018 e il 2019, anche grazie alla collaborazione del regista e della compagnia con l'attore Paolo Ruffini, i Mayor Von Frinzius ricevono molti riconoscimenti, anche a livello nazionale. 
Tra i premi ricevuti dalla Mayor nel 2018 ci sono stati il Gonfalone D'argento assegnato dalla Regione Toscana, per il contributo culturale e sociale che la compagnia porta avanti da oltre 20 anni, e quelli assegnati dal Comitato Coppa Barontini, dal Club Lions e la prima edizione del premio arte e creatività del Club Rotary Castiglioncello e Colline Pisano Livornesi. Ultimi riconoscimenti in ordine di tempo il Premio per il sociale consegnato a Paolo Ruffini per lo spettacolo Up & Down al Premio Penisola Sorrentina, un premio speciale alla manifestazione Capri Hollywood 2018 e il Kineo International Award della Mostra del Cinema di Venezia conferito al docu-film Up & Down (regia di Paolo Ruffini e Francesco Pacini con la collaborazione di Lamberto Giannini).
I Mayor Von Frinzius ricevono il Nastro D'Argento, nella sezione documentari per il sociale, grazie al docu-film Up&Down. Ancora nel 2019 la compagnia riceve altri premi e riconoscimenti: il Premio Moige 2019, il Premio per il Sociale a Roseto Opera Prima 2019, il Premio Nazionale Il Giullare 2019 "Per l’attività di una compagnia unica nel suo genere capace di portare in modo sincronico 80 attori sul palco, che ha saputo muoversi a livello nazionale e che ha vinto per due volte al nostro festival, e che grazie alla collaborazione con Paolo Ruffini ha dato vita al progetto teatrale poi film documentario "Up & Down", il Premio Speciale in occasione della XVII Edizione del Premio Persefone e, infine, il premio speciale "Il vero volto del teatro" da parte di Teatro Magazine.
Nel 2020 il Lions Club Porto Mediceo assegna alla compagnia il Premio Capperuccio, con una cerimonia tenutasi presso la sara cerimonie del Comune di Livorno. Successivamente, nell'estate 2020, la compagnia ha partecipato alla Terza edizione Cinema sotto le stelle di Spello, aggiudicandosi il Premio al film per la miglior commedia sociale.
Il 5 giugno 2021 la Compagnia vince il premio per la rassegna 2021 “Mascagni Off”, iniziativa collaterale al Mascagni festival, che nasce col chiaro intento di legare il festival alle realtà culturali del territorio.
Il 2 settembre 2021 alla Compagnia è stato consegnato il Premio Speciale Visioni 2021 vinto con lo spettacolo "Augenblick". La premiazione, dopo la presentazione di un breve estratto dello spettacolo, si è tenuta presso il Teatro Ventidio Basso di Ascoli.
Il 26 settembre 2021, a Monza, la Compagnia ha vinto il Festival Nazionale di Teatro e Disabilità "Lì Sei Vero" con il premio della giuria popolare e quello come miglior spettacolo attribuito dalla giuria tecnica.
Il 7 ottobre 2021 la Compagnia ha ricevuto il Premio Arte e Sociale 2021 attribuito dal Rotary Club di Livorno. 
Nel 2022 alla Compagnia è stata riconosciuta l'onorificenza del comune Carducci con la consegna della Medaglia Giosuè Carducci 2022. 
Premio Speciale Radio incontro 2023: consegnato il 25 maggio in occasione della prima di Scaraventati 
Leggi Livornine: consegnate dal Sindaco di Livorno Luca Salvetti il 25 maggio 2023 in occasione della prima di Scaraventati 
Premio “La ricchezza della diversità” 2023: consegnato a Polistena il 30 maggio 2023
Castagneto Award 2023: premio consegnato il 18 giugno 
Premio Il corpo sociale, consegnato il 16 settembre in occasione della manifestazione Strabilianti. 
Premio Giovanni Soldini al miglior spettacolo Scaraventati: primo premio alla rassegna Fuori Misura del 27, 28 e 29 ottobre 2023; premio consegnato al Teatro Comunale di Treia.
Il 3 dicembre 2023 alla compagnia è stato consegnato il Premio Capanna, prima edizione.
Punto G Awards - edizione 2025: premio consegnato il 23 maggio 2025 con la seguente motivazione: "ai Mayor che fanno ridere, riflettere, commuovere ricordando ogni volta cosa significhi salire su un palco: essere se stessi e condividere il proprio mondo con coraggio e leggerezza"
Premio Mediastar - edizione 2025: premio consegnato a giugno 2025 per la campagna "Scene di normale contaminazione" del Parco Levante realizzata da Savills e Jet's

## Festival, rassegne e conferenze.
Nel 2008, nel 2009 e nel 2014 i Mayor Von Frinzius partecipano al Premio Ciampi, manifestazione livornese dedicata al cantautore Piero Ciampi, portando in scena L'amore è uno scossone, URSS-SU – qualcosa da quelle macerie vorrei tirare su ed Eterna sera. Quest'ultima performance apre la serata conclusiva del festival durante la quale a calcare il palco del Teatro Goldoni dopo i Mayor ci sono artisti del calibro di Nada, Piero Pelù e la Bandabardò. Anche nel 2015, presso il Nuovo Teatro delle Commedie di Livorno, i Mayor partecipano al Premio Ciampi con uno spettacolo chiamato Sulle tracce di Piero.
Nel 2017, i Mayor hanno fatto tappa in Sicilia per la Biennale di Teatro Sociale che si è svolta a Catania, a cui hanno partecipato varie realtà nazionali legate al teatro e alla marginalità sociale.
Il 18 marzo 2022, la Compagnia ha partecipato all'evento Il teatro come cura dell'anima tenutosi a Roma alla Camera dei Deputati. 

## Lezioni aperte
Nell'ambito del progetto Mappa Mondo del Tavolo Giovani del Comune di Livorno, i Mayor Von Frinzius sono intervenuti con Teatro e integrazione nelle diversità: una serie di incontri comprendenti conferenze, lezioni aperte e prove aperte, nonché un flash mob per evidenziare come il teatro possa essere un ottimo strumento per comprendere, dialogare e relazionarsi con la disabilità. I Mayor hanno partecipato anche al progetto Officine D'Arte, anche questo promosso dal Tavolo Giovani del Comune di Livorno, e che ha visto impegnati gli attori in una serie di lezioni aperte rivolte principalmente ai giovani e ai migranti, in modo da favorire una maggiore integrazione e mettere a confronto vari tipi di diversità.
Da sempre, oltre agli spettacoli, i Mayor Von Frinzius tengono lezioni aperte di teatro. Nel 2011 in particolare, le lezioni hanno coinvolto i detenuti delle sezioni di massima sicurezza della Casa Circondariale di Livorno; nel 2014, invece, i detenuti della Casa di Reclusione dell'Isola di Gorgona in cui sono tornati ogni anno anche dal 2020 al 2022.

## Un grande abbraccio/Up & Down / Din Don Down
Nel 2016 alcuni degli attori della compagnia si impegnano in un nuovo progetto con l'attore e conduttore Paolo Ruffini. Lo spettacolo Un grande abbraccio, con la regia Lamberto Giannini, è stato scritto a quattro mani dal regista e da Ruffini. Debuttato il 30 gennaio alla Città Del Teatro di Cascina, lo spettacolo è stato presentato in Italia durante una tournée che ha toccato alcuni dei maggiori teatri italiani - come il Teatro Verdi di Firenze, il Teatro Nazionale di Milano, il Teatro Verdi di Montecatini, il Teatro Sistina e il Teatro Brancaccio di Roma e il Teatro della Luna di Assago. Nel 2017 debutta Up & Down, anch'esso scritto a quattro mani dall'attore Paolo Ruffini e dal regista Lamberto Giannini. Lo spettacolo continua tutt'oggi a girare nei maggiori teatri italiani. Nel 2018 è uscito il docu-film Up & Down - un film normale, che racconta il dietro le quinte del gruppo di attori in tournée per l'Italia. Il 2025 è la volta di Din Don Down - alla ricerca di (d)IO, spettacolo di incredibile successo.

## Televisione
Tra il 2007 e il 2011 la compagnia ha ideato e realizzato campagne promozionali attraverso spot televisivi e manifesti per conto dell'AAMPS di Livorno. Grazie alla campagna dal titolo "Differenziati" la compagnia ha vinto il premio Dire e Fare promosso dall'ANCI Toscana.
Le apparizioni in TV sono proseguite con un servizio andato in onda in occasione del compleanno di Paolo Ruffini, all'interno del programma di Barbara D'Urso Domenica Live. Le riprese si sono svolte alla Terrazza Mascagni di Livorno. I Mayor e Ruffini hanno partecipato anche ad altri servizi televisivi come Colorado su Italia1, il premio Persefone andato in onda su Rete4, Domenica In su Rai 1 e lo speciale di Up&Down andato in onda la sera di Natale 2018 su Italia 1 e che ha registrato oltre un milione di spettatori.
Il 25 dicembre 2019, su Italia 1 è andata in onda Up & Down - una favola normale, ovvero una versione speciale dello spettacolo Up & Down creata e girata dalle telecamere di Mediaset per essere trasmessa in prima serata a Natale 2019.
il 25 dicembre 2020, su Italia 1 è andato in onda in prima serata il talk show televisivo "Up & Down, un natale normale" condotto da Paolo Ruffini e da alcuni attori della compagnia MVF.

## Pubblicazioni

### Chi è Mayor Von Frinzius? Una Storia
Il 12 novembre è uscito il libro Chi è Mayor Von Frinzius? Una Storia scritto da Marianna Sgherri con la collaborazione di Lamberto Giannini, edito da Edizioni Erasmo con prefazione scritta da Marco Bertini, presidente della Fondazione Teatro Carlo Goldoni di Livorno.
Tramite una narrazione informale e soggettiva di quella che è stata l'esperienza personale dell'autrice del libro all'interno della compagnia, Chi è Mayor Von Frinzius? esplora la storia di questo gruppo teatrale attivo sin dal 1997, evidenziandone i passaggi cruciali, raccontandone aneddoti, analizzando quali sono i richiami teorici e filosofici che stanno dietro al lavoro dei registi. Mayor Von Frinzius è un progetto artistico, non terapeutico, e attira sempre più persone ad assistere ai propri spettacoli. Tuttavia, pur incanalando le proprie energie per fare teatro e pur puntando sempre più verso mete di livello artistico elevato, questa compagnia si è scoperta incredibilmente benefica per gli attori che la compongono.
Il libro è stato presentato in occasione del Pisa Book Festival, manifestazione letteraria di livello nazionale, e al Teatro Carlo Goldoni di Livorno.

### Vent’anni di Mayor Von Frinzius
In occasione del ventennio di attività, nel 2017, esce un video documentario diretto da Chiara Cunzolo e un libro scritto da Giannini, in collaborazione con Serena Senesi.

## Spettacoli
- Delirio (1998)
- Prova aperta (1998)
- Manicheisti sporchi addestratori (1998)
- Figli degli UFO (1999)
- Hai visto Cristina (2000)
- Discount (2000)
- Ognuno (2003)
- Ritrovato Perso (2004)
- Nati da un 7 (2005)
- Da Sein (2002)
- Fossi Mossi (2003)
- L'essenza dell'ABC di molto sopra le righe (2004)
- A me mi (2005)
- Dan'Nati da un 7 (2005)
- Crudo Crudele (2006)
- Io Claun te Daun (2006)
- Ma che colpa c'ha tu ma'? (2007)
- Ma ti 'eti!? (2008)
- Il matrimonio (2008)
- L'amore è uno scossone (2008)
- Di già? (2009)
- Ursus-su- qualcosa da quelle macerie vorrei tirar su (2009)
- Thanatos quando sono morto, sono morto (2010)
- Petite Mort (2010)
- Fr-Agile (2011)
- Che te ne fai di un titolo? (2011)
- Agàpe - ti manca chi c'è, ti innamori di chi ti manca (2012)
- Agàpino (2012)
- Cima Coppi - quando non rimane più niente (2013)
- Collina Coppi (2013)
- Tutti esauriti - quel qualcosa che non trovo (2014)
- Parzialmente esauriti (2014)
- Ossessione - il surplace di Maspes (2015)
- Un grande abbraccio (2016)
- Resistenti - vola pirata (2016)
- Sulle tracce di Piero (2016)
- Anacronistici - voi siete i miei occhi (2017)
- Up & Down (2017)
- Incessante - se credessi in un Dio (2018)
- A Mezzanotte - Parerga & Paralipomena (2019)
- Gabbia di Mayor (2020)
- Siuski (2020)
- Augenblick - non ora (2021)
- Sonnambuli - se c'è un rigore lo tiro io (2022)
- Scaraventati - ho fatto la mia (2023)
- Tarabaralla - ci vuole coraggio a lasciarsi (2024)
- Sfiorarsi -toccarsi è complicato(2025)